# Deaminering
Deaminering er fjernelsen af en amingruppe fra et molekyle. Enzymer der katalyserer denne reaktion kaldes deaminaser.
I menneskekroppen foregår deaminering primært i leveren, dog deamineres glutamat også i nyrerne. Deaminering er den proces hvor aminosyrer nedbrydes, hvis der er overskud af proteinindtagelse. Aminogruppen fjernes fra aminosyren og omdannes til ammoniak. Resten af aminosyren består af hovedsagelig carbon og hydrogen, og recirkuleres eller oxideres til energi. Ammoniak er giftigt for det menneskelige system og enzymer omdanner det til urinstof eller urinsyre ved tilsætning af kuldioxid (som ikke betragtes som en deamineringsproces) i ureacyklussen, som også finder sted i leveren. Urinstof og urinsyre kan diffundere ind i blodet, og derefter udskilles i urinen.
| Kemi | Spire Denne artikel om kemi er en spire som bør udbygges. Du er velkommen til at hjælpe Wikipedia ved at udvide den. |